# William Nylander
William (Wilhem) Nylander (ur. 3 stycznia 1822 w Oulu, zm. 29 marca 1899 w Paryżu) – fiński mykolog i entomolog.
William Nylander ukończył szkołę średnią w Turku, a potem Uniwersytet Helsiński. Przez kilka lat był na nim wykładowcą, po czym przeniósł się do Paryża, gdzie mieszkał do swojej śmierci w 1899 roku. Nie ożenił się.
Nylander był pionierem w zakresie oznaczania porostów za pomocą odczynników chemicznych, takich jak roztwory jodu i podchlorynu. Odkryte przez niego chemiczne techniki oznaczania porostów są nadal stosowane w lichenologii. Nylander był także pierwszym, który zdał sobie sprawę z wpływu zanieczyszczenia atmosferycznego na wzrost porostów. Było to ważne odkrycie, które utorowało drogę do wykorzystania porostów do opracowania skali porostowej – metody wykrywania zanieczyszczeń powietrza i oznaczania poziomu tych zanieczyszczeń.
Oznaczył wiele gatunków grzybów, zwłaszcza porostów. Przy nazwach naukowych zdiagnozowanych przez niego taksonów dodawany jest skrót jego nazwiska Nyl.